# بویر (ویرجینیای غربی)
بویر (به انگلیسی: Boyer) یک منطقهٔ مسکونی در ایالات متحده آمریکا است که در شهرستان پوکاهانتس، ویرجینیای غربی واقع شده‌است. بویر ۸۱۶٫۸۷ متر بالاتر از سطح دریا واقع شده‌است.